# Manoir de la Demanchère
Le manoir de la Demanchère est situé à Guer en France.

## Localisation
Le manoir est situé sur le territoire de la commune de Guer, au lieu-dit la Demanchère, dans le département du Morbihan en région Bretagne.

## Description
Le manoir date des XVIe et XVIIe siècles. Édifice à un étage carré, construit en moellons sans chaîne en pierre de taille de schiste. Toiture recouverte d'ardoises, pignon couvert. Escalier hors-œuvre.

## Historique
Datation s'appuyant sur les éléments de décor ornant l'élévation antérieure et les cheminées du logis principal, fin du XVIe siècle ou début du XVIIe siècle. Second logis avec grenier accolé à une époque plus tardive. Escalier hors-oeuvre à l'arrière du premier logis dans une tour à toit en pavillon (démolie) connu par une photographie ancienne. L'identification des blasons des deux cheminées du logis principal avec Hamon et Hamon le Houx reste à confirmer.
Le manoir est inscrit à l'inventaire général du patrimoine culturel.